# 北田町 (三島市)
北田町（きたたまち）は静岡県三島市の町名。

## 地理
三島市の西部に位置し、市街地南部の住宅地域を構成する。町域南端を伊豆箱根鉄道が通り、三島田町駅が設置されている。三島市役所は当地にあり、市の行政上の中心地となっている。北で中央町、東で大社町・東本町、南で中田町、西で南本町と接し、北西で僅かに本町と接している。地域西辺を御殿川が流れている。旧市内地区に属する。

### 河川
- 御殿川

## 歴史
1899年（明治22年）、東海道三島宿21町のひとつである君沢郡田町が三島町に吸収され、三島町の一部（大字なし）となった。1941年（昭和16年）三島市の市制施行に伴い三島市の大字なし地域の一部となった。1970年（昭和45年）、三島市大字なしの地域の一部から住居表示実施に伴い北田町が成立した。

## 世帯数と人口
2018年（平成30年）11月30日現在の世帯数と人口は以下の通りである。
| 町丁   | 世帯数  | 人口  |
| ------ | ------- | ----- |
| 北田町 | 202世帯 | 383人 |

## 小・中学校の学区
市立小・中学校に通う場合、学区は以下の通りとなる。
| 番・番地等 | 小学校           | 中学校           |
| ---------- | ---------------- | ---------------- |
| 全域       | 三島市立南小学校 | 三島市立南中学校 |

## 施設
- 三島市役所
- スーパーカドイケ三島田町店

## 史跡
- 楊原神社
- 誓願寺 - 浄土宗の寺院。
- 福聚院 - 臨済宗の寺院。

## 交通

### 鉄道
- 伊豆箱根鉄道 - 三島田町駅

### 道路
- 静岡県道21号三島裾野線
- 静岡県道143号三島田町停車場線

## その他

### 日本郵便
- 郵便番号 : 411-0854[2]（集配局：三島郵便局[8]）。